# Selo D. Pedro V (cabelos anelados)
Os selos com efígie do rei D. Pedro V, designados por cabelos anelados foram emitidos em 1856, e vieram substituir os selos da emissão cabelos lisos que estavam em circulação desde o ano anterior.
Esta nova emissão teve como objetivo retificar o penteado do rei que aparecera incorretamente na emissão anterior com risco posto à direita.
Com este desenho foram apenas emitidos os selos de 5 reis castanho e de 25 reis azul (com dois tipos diferentes), e mais tarde um selo de 25 reis rosa. Foram emitidos 20 milhões de selos de 5 reis castanho, 2,5 milhões de 25 reis azul tipo I, 6,3 milhões do 25 reis azul tipo II, e 22,3 milhões do 25 reis rosa.
Mantendo o sistema das emissões anteriores, os selos foram impressos um a um, dispostos irregularmente em folhas de 24 exemplares, com cunho desenhado e gravado por Francisco de Borja Freire, e aproveitando as cercaduras da emissão anterior.
Foram reimpressos em 1864, 1885 e 1905.